# Robert Gordon Latham
Robert Gordon Latham, född den 24 mars 1812, död den 9 mars 1888, var en engelsk etnolog och språkforskare.
Latham blev 1832 medicine doktor i Cambridge, gjorde 1832-33 en resa i de skandinaviska länderna, kallades 1840 till professor i engelska språket och litteraturen vid University College i London. Han var en bland stiftarna av Philological Society i London och ordnade den etnografiska samlingen i Kristallpalatset i Sydenham.
Resultaten av sina etnografiska forskningar nedlade Latham i bland annat Norway and the Norwegians (2 band, 1840), Natural History of the Varieties of Man (1850), i vilket arbete han söker uppvisa släktets härstamning från ett enda människopar, The Germania of Tacitus with Ethnological Dissertations (1851), The Native Races of the Russian Empire (1854), The Eastern Origin of the Celtic Nations (1857), Descriptive Ethnology (2 band, 1859) och Nationalities of Europe (2 band, 1863). Enligt Lathams åsikt var Europa och inte, som axiomatiskt antagits, Asien de ariska folkens urhem. 
På språkvetenskapens område författade Latham bland annat On the English Language (1841; flera upplagor), Handbook of the English Language (1851; 9:e upplagan 1875) och Elements of Comparative Philology (1862), där han utförligast framställde sina skäl mot dogmen om ariernas härkomst från Asien, och A Defence of Phonetic Spelling (1872). Han utgav även en ny edition (fullbordad 1870) av Samuel Johnsons "A Dictionary of the English Language" samt översatte Tegnérs "Fritiofs saga" och "Axel" (1840).